# IMAM Ro.1
L'IMAM Ro.1, precedentemente commercializzato come Romeo Ro.1 o OFM Ro.1, fu un aereo da ricognizione e bombardamento monomotore biplano prodotto dall'azienda italiana Officine Ferroviarie Meridionali (OFM), diventata poi "Industrie Meccaniche e Aeronautiche Meridionali" (IMAM). Si trattava di una versione prodotta su licenza del Fokker C.V-E, un biplano da ricognizione e bombardamento olandese degli anni venti-trenta.

## Storia del progetto

### Sviluppo

#### Il Fokker C.V
Il Fokker C.V era un grosso biplano con struttura mista: la fusoliera era in tubi di acciaio, mentre l'ala era in legno. Volò per la prima volta nel 1924 e poteva essere destinato ad un'ampia varietà di compiti, in particolare ricognizione, cooperazione con l'esercito, bombardamento, ma anche caccia.
Le differenti versioni del Fokker C.V erano caratterizzate da differenti motorizzazioni e da diversa struttura alare. Complessivamente esistevano 5 tipi diversi di ali biplane per questa famiglia di velivoli.
Il Fokker C.V in tutte le sue versioni conobbe un discreto successo nell'esportazione e venne anche prodotto su licenza in Italia dalla Officine Ferroviarie Meridionali (OFM), poi "Industrie Meccaniche e Aeronautiche Meridionali" (IMAM), a partire dal 1927.

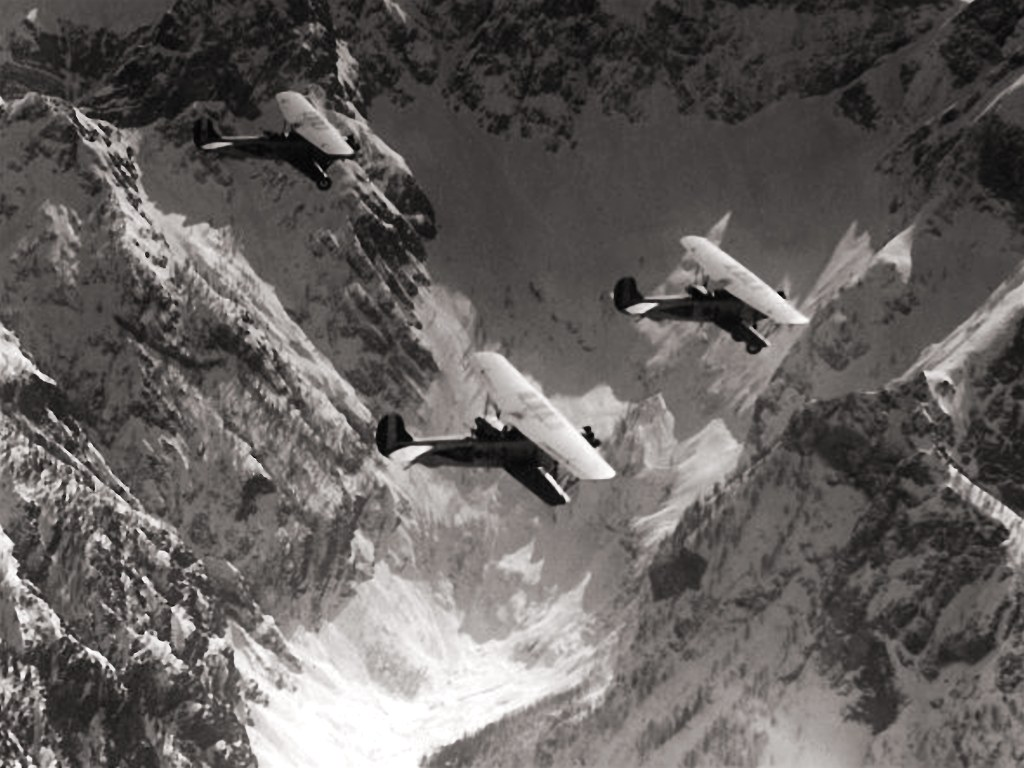
Una formazione di IMAM Ro.1 mentre sorvola le Alpi.

#### Il Ro.1
Nel 1926 la Meridionali (OFM) acquistò i diritti di riproduzione del modello C.V-E, ritenuto all'epoca il miglior modello da osservazione, versione caratterizzata da configurazione alare biplano-sesquiplana con montanti interalari ad 'N'. Inizialmente, mentre in Italia si provvedeva ad installare la catena di produzione, i primi esemplari vennero realizzati negli stabilimenti olandesi della Fokker con maestranze italiane. I primi esemplari italiani uscirono dagli stabilimenti partenopei nel marzo 1927, adottando delle migliorie al carrello d'atterraggio ed applicando una pinna nella parte inferiore della fusoliera, soluzione che migliorava la stabilità di rotta.
Il Ro.1 adottava un motore radiale Alfa Romeo Jupiter IV, versione prodotta su licenza in Italia del Bristol Jupiter.

## Tecnica
Il Ro.1 era un biplano dall'aspetto classico per l'epoca; monomotore a costruzione mista, carrello fisso, biposto nella versione più prodotta.
Come il modello da cui derivava, la fusoliera aveva una struttura in tubi d'acciaio saldati ricoperta di tela. Normalmente era caratterizzata dalla presenza di due abitacoli in tandem, l'anteriore per il pilota ed il posteriore per l'osservatore/mitragliere, che nelle versioni da bombardamento ed equipaggiata con spezzoniere laterali assumeva anche il ruolo di puntatore. Per aumentare la stabilità di rotta venne introdotta una pinna supplementare applicata nella zona ventrale della fusoliera, in prossimità della coda, soluzione non presente nell'originale Fokker dal quale derivava. Successivamente venne prodotta anche una versione a tre abitacoli in tandem, con la postazione centrale riservata al puntatore, usata principalmente per l'evacuazione di personale da zone non direttamente controllate. Posteriormente terminava in un impennaggio classico monoderiva caratterizzato da piani orizzontali a pianta triangolare e controventati.
La configurazione alare era biplano-sesquiplana, caratterizzata da un'ala inferiore, montata bassa, di dimensioni sensibilmente più piccole e traslata verso la parte posteriore e da un'ala superiore, montata alta a parasole, che integrava gli alettoni. Le due ali erano collegate tra loro da una serie di montanti ad 'N'.
Il carrello d'atterraggio era fisso, semplice, con le gambe di forza anteriori dotate di un dispositivo ammortizzante, una soluzione introdotta nella produzione italiana e che era assente nell'originale Fokker, integrato posteriormente da un pattino di coda montato su una struttura anch'essa ammortizzata e posizionato dopo la pinna ventrale, sotto la coda.
La propulsione era affidata ad un motore radiale posizionato sul muso, inizialmente un Alfa Romeo Jupiter IV, versione anch'essa prodotta in Italia su licenza della britannica Bristol Engine Company, capace di erogare una potenza di 420 CV (309 kW). Il motore era montato su una struttura metallica con i pacchi radianti dei cilindri liberi, senza alcun dispositivo aerodinamico o cappottatura, in grado di ricevere l'aria di raffreddamento direttamente dal moto dell'elica. Quest'ultima era normalmente bipala a passo fisso, con il mozzo racchiuso in un'ogiva aerodinamica. Nella versione Ro.1bis, l'ultima prodotta, il motore venne sostituito con il più potente Piaggio Jupiter VIII da 550 CV (405 kW) abbinato, a volte, ad un'elica quadripala.

## Impiego operativo
La Regia Aeronautica utilizzò il Ro.1 nel teatro coloniale, nella campagna del Gebel al Akhdar (agosto 1924 - settembre 1927) nell'ambito della Riconquista della Cirenaica, l'Aviazione della Cirenaica fu insignita della medaglia di bronzo al valor militare.
Nel 1930 erano in uso alla 89ª Squadriglia di Mellaha, alla 16ª Squadriglia dell'Aeroporto di Benina vicino a Bengasi, alla 37ª Squadriglia dell'Aeroporto di Tobruk, ad una Sezione della 12ª Squadriglia di Hon (Libia), una sezione della 23ª Squadriglia di Apollonia (Libia) ed una sezione della 26ª Squadriglia di Barce.
Reparti equipaggiati con questo velivolo parteciparono al bombardamento di Cufra nel 1931, durante la conquista italiana di Cufra. 
Nel 1934 erano in dotazione alla 33ª Squadriglia 
Discreti bombardieri leggeri e buoni ricognitori, all'inizio degli anni trenta, erano ormai obsoleti quando vennero impiegati durante la guerra d'Etiopia dalla 1ª Squadriglia Ro.1 Somala, 34ª Squadriglia, 38ª Squadriglia, 41ª Squadriglia, 116ª Squadriglia, 118ª Squadriglia, 131ª Squadriglia e Squadriglia di Ro.1 Libica.
Restò in servizio di prima linea fino al 1935 passando progressivamente negli anni successivi al ruolo di aereo da addestramento nelle scuole di volo della Regia. Venne definitivamente radiato dall'arma aerea all'inizio della seconda guerra mondiale.
Il successo del velivolo e le esperienze maturate nella costruzione e nel servizio operativo portarono allo sviluppo dei successivi IMAM Ro.30 e Ro.37.

## Versioni
Ro.1
versione prodotta sul licenza del Fokker C.V-E, modifiche al carrello e la predisposizione per una mitragliatrice in postazione ventrale.
Ro.1 ridotto
versione da caccia dotata di velatura ridotta rimasta allo stadio di prototipo.
Ro.1bis
versione che adottava un più potente motore radiale Piaggio Jupiter VIII da 550 CV (405 kW) abbinato, a volte, ad un'elica quadripala.

## Utilizzatori
Italia
- Regia Aeronautica

 Stati Uniti
- United States Navy

operò con un Ro.1 a disposizione dell'US Naval Air Attaché nel 1928

## Esemplari attualmente esistenti
Attualmente non esistono esemplari completi giunti ai nostri giorni. La uniche testimonianze sono i resti visibili nel deserto libico di due velivoli:
- il primo in località Bir el-Maarùf, già descritto dall'esploratore Ardito Desio nel libro Le vie della sete. Il relitto potrebbe appartenere all'aereo incidentato durante l'atterraggio di emergenza condotto il 15 agosto 1930 dal pilota, Ten. Patania con a bordo l'osservatore Ten. Zaccardo (quest'ultimo rimasto lievemente ferito).[6] Tuttavia lo stato e la posizione del relitto fanno credere che i resti Ro.1 appartengano ad un altro velivolo precipitato presumibilmente nel luglio/ottobre 1931;[7]
- il secondo nei pressi delle collinette di Tedián el-Chàdem, precipitato il 30 marzo del 1933 durante l'effettuazione di rilevamenti cartografici e pilotato dal Cap. Emilio Vittani con a bordo l'osservatore Giovanni Guidi. A causa del forte vento e della scarsa visibilità, conseguente alla sabbia improvvisamente sollevatasi, il pilota fu costretto ad un fortunoso atterraggio a seguito del quale l'equipaggio rimase incolume ma il velivolo riportò ingenti danni.[8]

Nel 2023 grazie ad una ricerca effettuata da Roberto Chiarvetto, Ovidio Pellizzari, Giacomo Zanetti e Dario Zontini sono stati rinvenuti dei frammenti di un Romeo Ro.1 bis (matricola n. 10484 o n. 10578) della 35ª Squadriglia Osservazione Aerea caduto il 30 giugno 1936 durante un'esercitazione, probabilmente a causa del maltempo sulla montagna Grotta Rossa nel comune di Condino (Trento). Nell'incidente morirono il sergente Allievo Ufficiale Pilota della Regia Aeronautica Andrea Notarachille e il tenente osservatore di artiglieria in S.P.E. del Regio Esercito Sante Neri. 

### Pubblicazioni
- Storia Militare, n. 186 - anno XVII, marzo 2009. Albertelli Edizioni Speciali srl. ISSN 1122-5289